# Dendropaemon subcylindricus
Dendropaemon subcylindricus är en skalbaggsart som beskrevs av Blut 1939. Dendropaemon subcylindricus ingår i släktet Dendropaemon och familjen bladhorningar. Inga underarter finns listade i Catalogue of Life.